# 5 Card Stud (1968)
5 Card Stud is een Amerikaanse western uit 1968 onder regie van Henry Hathaway. Destijds werd de film in Nederland uitgebracht onder de titel Pokeren met de dood.

## Verhaal
Een vreemdeling doet een amateuristische poging om vals te spelen tijdens een kaartspel van Van Morgan. Hij wordt vermoord door de andere deelnemers. In de dagen nadien worden de andere kaartspelers echter een voor een vermoord in geheimzinnige omstandigheden. 

## Rolverdeling
| Acteur            | Personage     |
| ----------------- | ------------- |
| Dean Martin       | Van Morgan    |
| Robert Mitchum    | Jonathan Rudd |
| Inger Stevens     | Lily Langford |
| Roddy McDowall    | Nick Evers    |
| Katherine Justice | Nora Evers    |
| John Anderson     | Marshal Dana  |
| Ruth Springford   | Mama Malone   |
| Yaphet Kotto      | Little George |
| Denver Pyle       | Sig Evers     |
| Bill Fletcher     | Joe Hurley    |
| Whit Bissell      | Dr. Cooper    |
| Ted de Corsia     | Eldon Bates   |
| Don Collier       | Rowan         |
| Roy Jenson        | Mace Jones    |